# Huile de poisson
L'huile de poisson est une huile obtenue à partir des tissus biologiques des poissons gras.
L'huile de foie de morue a été utilisée comme un complément alimentaire, donné comme fortifiant aux enfants notamment en France jusque dans les années 1960.
Les principaux usages de l'huile de poisson sont les suivants :
- Alimentation humaine
- Industrie pharmaceutique
- Alimentation des animaux d'élevage
- Alimentation des animaux de compagnie
- Aquaculture
- Travail du cuir (tannerie, chamoiserie)
- Industrie chimique de spécialités (chimie fine et parachimie) : produits d'étanchéité, peintures, vernis industriels, lubrifiants, produits hydrofuges, savons, cire de bougie, etc.

## Méthode de production

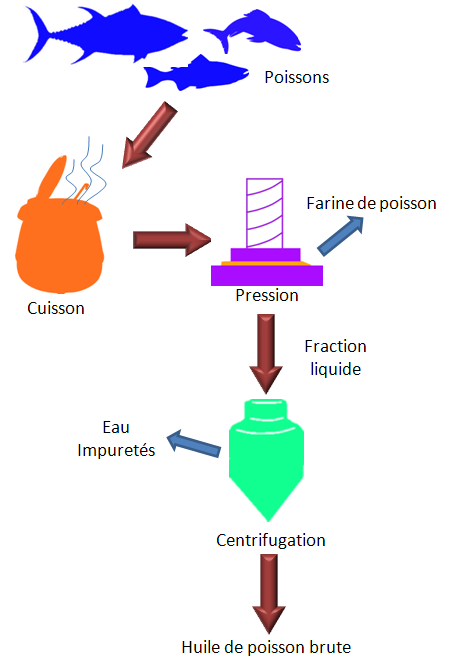
Schéma de l'extraction de l'huile de poisson

Les usines qui produisent de l'huile de poisson, produisent également des farines de poissons. La plus grande partie de l'huile et des farines sont produites par la méthode de pressage humide.
Les principales étapes de ce processus sont décrites ci-dessous.
- Cuisson des poissons pour coaguler les protéines et ainsi libérer l'eau et l'huile qui leur sont liées,
- Pressage du coagulat pour séparer deux phases :
  - une phase solide (le « gâteau »), contenant 60 à 80 % de matière sèche (protéines et matière osseuse) ne contenant plus d'huile,
  - une phase liquide (la « liqueur »), contenant l'eau et le reste des solides (huile, protéines dissoutes ou en suspension, vitamines, minéraux).
- Décantation et centrifugation de la liqueur, pour en retirer la majeure partie des impuretés et garder l'huile brute qui est stockée dans des fûts.

L'eau contenant les protéines est concentrée dans des évaporateurs multi-effets et le concentré est intimement mélangé avec le gâteau, qui est ensuite déshydraté généralement dans un sécheur à double-étage. Le matériau sec est moulu sous forme de farine, puis stocké dans des sacs ou en vrac.

## Intérêt médical

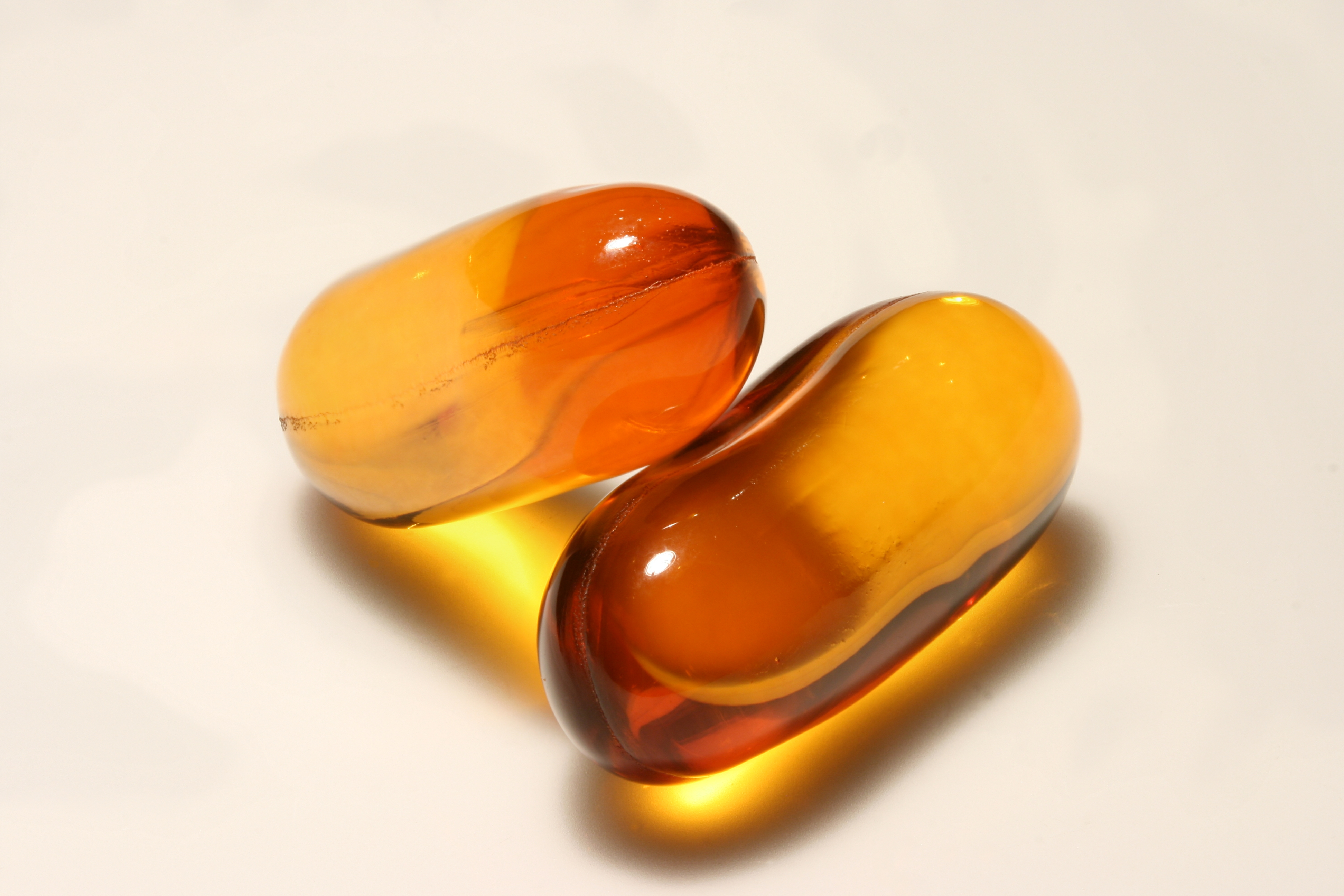
Capsules d'huile de saumon contenant de l'acide gras oméga-3.

L'huile de poisson est particulièrement riche en graisse polyinsaturée, dont font partie les oméga 3, intervenant dans la prévention des maladies cardio-vasculaires.
Cet intérêt a été soulevé à la fin des années 1970 par la constatation d'un taux sanguin de cholestérol particulièrement bas chez les esquimaux, au régime riche en graisse de poisson. Après un infarctus du myocarde, l'absorption d'un concentré d'huile de poisson permet une réduction de la mortalité, essentiellement par mort subite. Ce résultat n'a cependant pas été retrouvé dans d'autres groupes de patients, avec haut risque de mort subite.
Les huiles de poissons auraient une action anti-inflammatoire : cette action est due à la résolvine D2 obtenue par l'organisme à partir de l'acide docosahexaénoïque contenu dans l'huile de poisson. La résolvine D2 interagit avec les cellules endothéliales et produit de l'oxyde nitrique, empêchant ainsi l'adhésion des leucocytes et la cascade aboutissant à une inflammation.
La supplémentation en huile de poisson permet d'augmenter d'environ 7 points le score obtenu lors d'un test de santé mentale appelé l'échelle d'évaluation globale du fonctionnement.